# Тузла (остров)
Вижте пояснителната страница за други значения на Тузла.
Тузла (на украински, руски и кримскотатарски: Тузла) е пясъчен остров в Керченския пролив.

## География
Намира се в средата на пролива между полуостровите Керченски (Крим) на запад и Тамански (Краснодарски край) на изток.
Дължината на острова варира от 6,5 до 5 км, а ширината му е 500 м. Макар че има рибарско селище, няма официално регистрирано население към 2006 г.

## История
Островът възниква през 1925 г., когато се отцепва удължението на Таманския полуостров вследствие от масивна ерозия по време на голям ураган.

## Оспорване
На 7 януари 1941 г. островът е прехвърлен на тогавашната Кримска автономна ССР, Руска СФСР. Автономната република, преобразувана (1945) като Кримска област (чийто наследник е днешната Автономна република Крим), преминава в състава на Украинска ССР на 19 февруари 1954 г.
Принадлежността на острова към Украйна се оспорва от Русия от 2003 г.

## Галерия
- Рибарско селище, 2007 г.